# Cotoneaster lancasteri
Cotoneaster lancasteri es una especie de planta del género Cotoneaster, perteneciente a la familia Rosaceae.

## Taxonomía
Cotoneaster lancasteri fue descrita por Jeanette Fryer y Bertil Hylmo en 2001.

## Distribución
Se encuentra en el territorio centro-sur de China.